# نغوين نام آنه
نغوين نام آنه (بالفيتنامية: Nguyễn Nam Anh)‏ هو لاعب كرة قدم فيتنامي في مركز الدفاع، ولد في 1 يونيو 1993 في محافظة تان هوا في فيتنام. شارك مع منتخب فيتنام تحت 20 سنة لكرة القدم. أما مع النوادي، فقد لعب مع نادي سايغون.